# Coelioxys apacheorum
Coelioxys apacheorum är en biart som beskrevs av Cockerell 1900. Coelioxys apacheorum ingår i släktet kägelbin, och familjen buksamlarbin. Inga underarter finns listade i Catalogue of Life.